# Donakonda Airport
Donakonda Airport är en flygplats i Indien.   Den ligger i distriktet Prakasam och delstaten Andhra Pradesh, i den södra delen av landet, 1 400 km söder om huvudstaden New Delhi. Donakonda Airport ligger 138 meter över havet.
Terrängen runt Donakonda Airport är platt. Runt Donakonda Airport är det ganska tätbefolkat, med 192 invånare per kvadratkilometer. Trakten runt Donakonda Airport består till största delen av jordbruksmark.